# Marennine
La marennine est un pigment bleu-vert hypothétiquement produit par une microalgue de la classe des Bacillariophyta ou diatomée, l'algue Haslea ostrearia (appelée navicule bleue), présente dans les bassins dédiés à l'affinage des huîtres, notamment les bassins de Marennes-Oléron, d'où le nom de cette molécule.
Ce pigment bleu-vert, qui sembleraient avoir des propriétés antivirales, antifongique, antibactérienne et photoprotectrice (d'après une étude qui se base sur un seul type bactérien), se fixe dans les branchies des huîtres et leur donne la couleur verte caractéristique de leur affinage. De nombreux tests de caractérisation biochimique ont permis de montrer que la marennine est un phlorotanin (composé polyphénolique).